# 北大遺跡保存庭園

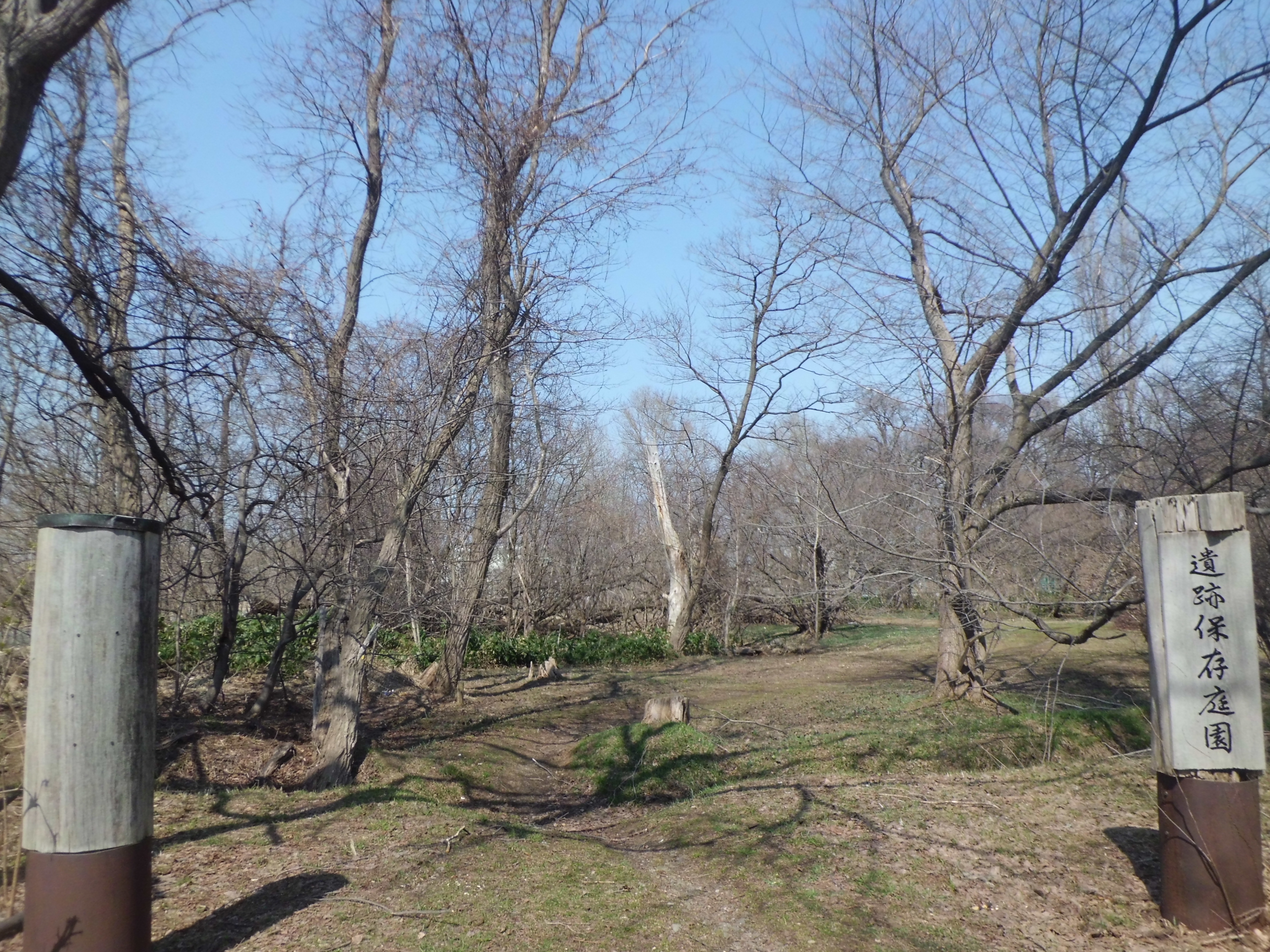
北大遺跡保存庭園

北大遺跡保存庭園（ほくだいいせきほぞんていえん）は、北海道大学札幌キャンパスにある、遺跡を保存している空間のことを指す。

## 概要
北海道大学の札幌キャンパスは、その広大な敷地の大部分がK39遺跡（北海道大学構内遺跡）として位置づけられており、構内の至る所に埋蔵文化財が存在する。そのうち、遺跡保存庭園は、さっぽろ・ふるさと文化百選のNo.054、ならびに北区歴史と文化の八十八選のうち、「1.文学と学問の道〈鉄西・幌北コース〉」に属する「20.北大遺跡保存庭園」として選定されたものである。
庭園の機能はあくまで遺跡の現状保存であり、復元遺構の類は存在しない。ただ地面のくぼみという形で竪穴建物跡を見られるだけである。草が生い茂る夏になると、くぼみを見つけることすら難しくなる。

## 遺跡と庭園
もともとサクシュコトニ川沿いには数多くの建物跡があり、明治のころは明瞭に確認できたのだが、それらは経年とともに埋没していった。この園内には約30棟の竪穴建物跡がまだ視認できる状態で残されている。1952年（昭和27年）に実施された一部の調査で古代の集落であることが判明し、1980年（昭和55年）から継続的に行われている埋蔵文化財調査では、本州の歴史にあてはめると奈良時代末から平安時代にかけての物であると推定されている。
庭園の解説板を見る限り、この地に居住していた古代人とアイヌとの関連はまったく読み取れない。1991年には、アイヌの有志がここにヌササン（祭壇）を再現し、シンヌラッパ（先祖供養）を行っている。そのことを説明した看板も作られたのだが、後に何者かの手で破壊されたという。この件に関して小野有五は、「遺跡はアイヌ文化以前の擦文時代のものだから、居住者はアイヌ（の先祖）ではない」という考え方に対して異を唱えている。

## 所在地
所在地はキャンパス内の野球場の裏手で、ホッケー場と環状通エルムトンネルに挟まれている。庭園と陸上競技練習場の間には、サクシュコトニ川が細く流れる。
- アクセス：札幌市営地下鉄南北線北18条駅下車、徒歩16分